# Walther PP

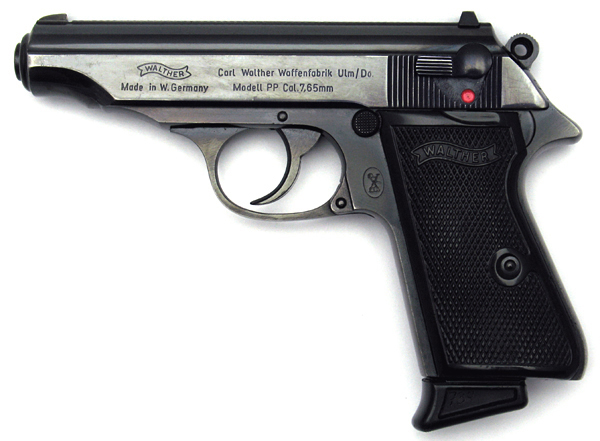
Walther PP.

Las pistolas de la serie Walther PP (Alemán: Polizeipistole, o pistola policial) son pistolas semiautomáticas accionadas por retroceso, desarrolladas por el fabricante de armas alemán Carl Walther GmbH Sportwaffen.
Cuenta con un martillo expuesto, un mecanismo tradicional de gatillo de doble acción, un cargador de una sola columna y un cañón fijo que también actúa como varilla guía para el resorte recuperador. La serie incluye los modelos Walther PP, PPK, PPK/S y PPK/E. La pistola de bolsillo Walther TPH es una pistola de menor calibre introducida en 1971 idéntica en manejo y operación a la PPK.
Varias series de PP se fabrican en Alemania, Francia y Estados Unidos. En el pasado, la versión PPK fue fabricada por Walther en su propia fábrica en Alemania, así como bajo licencia de Manurhin en Francia; Interarms en Virginia y por Smith & Wesson en Maine. Desde 2018, los modelos PPK y PPK/S se fabrican en la fábrica de la subsidiaria estadounidense Walther Arms, Inc.
La PP y la PPK estuvieron entre las primeras pistolas semiautomáticas de doble acción exitosas del mundo. Todavía son fabricados por Walther y han sido ampliamente copiados. El diseño inspiró otras pistolas, entre ellas la soviética Makarov, la húngara FEG PA-63, la polaca P-64, la estadounidense Accu-Tek AT-380 II y la argentina Bersa Thunder 380. Tanto el PP como el PPK eran populares entre la policía y los civiles europeos por ser confiables y fáciles de ocultar. Durante la Segunda Guerra Mundial, se entregaron al ejército alemán (oficiales), incluida la Luftwaffe, así como a los detectives uniformados Ordnungspolizei y vestidos de civil de la Kriminalpolizei.